# Récsény
Récsény (szlovákul Rišňovce) község Szlovákiában, a Nyitrai kerületben, a Nyitrai járásban. Alsó- és Felsőrécsény egyesítésével jött létre.

## Fekvése
Nyitrától 16 km-re, északnyugatra fekszik.

## Élővilága
Récsényen egy kéményen lévő gólyafészket tartanak nyilván. 2021-ben és 2022-ben 3, 2024-ben 4 fiókát számoltak össze.

## Története
A régészeti leletek tanúsága szerint területén már az újkőkor óta éltek emberek. Megtalálták itt a bronzkor, vaskor és római kor emberének használati tárgyait is.
Récsény falu a 12–13. században keletkezett, első írásos említése 1272-ből származik "Rechen" néven. 1274-ben IV. László király Wytk-et, fiait Mihályt, Mog-ot, Oguz-t és Ibranus-t, illetve testvérét Syke-t a királyi serviensek közé emelte, illetve Gunu és Rechen nevű földjeiket felmentette az öt nehezék fizetésének kötelezettsége alól. 1305-ben Ochuz és Ibrahim richuni nemesek bemutatták IV. László privilégiumát.
Récsény, a későbbi Alsórécsény templomát 1332-ben a pápai tizedjegyzék is említi. A 14. század elején Csák Máté birtoka, majd ennek halála után helyi nemeseké. Alsó- és Felsőrécsény 1372-ben egy birtokvita során már különálló falvak, Alsórécsény Elecskei András és Péter, Felsőrécsény Elecskei Miklós, András és Simon birtoka, később a Sulek család is birtokos a községben. A 14. században a Katona család is megjelenik a község birtokosai között, akik a husziták elleni harcokban tett szolgálataikért kaptak itt Zsigmond királytól birtokot. 1452-ben a két Récsénynek együttesen mintegy 150 lakosa volt. 1481-ben Anasztázia, Swran-i László özvegye a maga és Ryochen-i János fia András nevében eltiltottaa Mátyás királyt Thorozmel, Czygel, Eghazasrechen, Naghsaagh possessiokon, Deghfelde prediumon levő birtokrészek, Naghsaagh possessio promontóriumán levő két régi szőlőben levő részek eladományozásától.
A 16. században Alsórécsényben a Losonczi és Országh, Felsőrécsényben a Motesici, a Sándor és a Thorday család a birtokosok. 1532-ben nemesi község, Alsórécsény 8, Felsőrécsény pedig 11 adózó portával. Ebben az időszakban többször török rajtaütés áldozata volt, 1576-ban Felsőrécsényt fel is égette a török. 1598-ban 26 házzal rendelkezett. 1599-ben Alsórécsény sikerrel vert vissza egy török támadást, ekkor a faluban már egy reneszánsz kastély is állt, melyet csak a 20. században bontottak le. 1601-ben Bocskai hadai égették fel. 1663-tól a török megszállta a Felvidéknek ezt a részét, mely az 1680-as évekig a Nyitrai náhije része volt.
A török kiűzése után lassú fejlődésnek indult, 1715-ben Alsórécsényben 13, Felsőrécsényben 16 háztartás található. 1787-ben Alsórécsény 56 házában 363, Felsőrécsény 59 házában 189 lakos élt. 1828-ban Alsórécsénynek 36 háza és 263 lakosa, Felsőrécsénynek 38 háza és 260 lakosa volt.
Vályi András szerint: "RECSÉNY. Alsó, és Felső Recsény. Két tót falu Nyitra Vármegyében, Alsónak földes Urai Bossányi, és több Uraságok, ennek Ispotállya is van; Felsőnek pedig Ordódy, és több Urak; ez az Alsónak filiája, fekszenek Galgóczhoz másfél mértföldnyire, régenten erőssége is vólt, és őriztetett; határbéli földgyeik tágasak, és közép termékenységűek; Alsónak szőlőhegye nints, amannak pedig van; réttyeik jók, legelőjik is meglehetősek, piatzok Galgóczon."
Fényes Elek szerint: "Récsény, (Alsó és Felső) (Risznovcze), két egymás mellett lévő tót falu, Nyitra vmegyében, a Nyitrától Galgóczba vivő országútban. Az elsőnek van 490 kath., 35 zsidó lak., kath. paroch. temploma; a másodiknak 345 kath., 37 zsidó lak., synagógája. Van erdeje, szőlőhegye; földe középszerü. F. u. többen. Ut. p. Nyitra."
Nyitra vármegye monográfiája szerint: "Alsó-Récsény a Nyitra és Galgócz közötti völgyben fekszik. Van 481 tótajkú, r. kath. vallásu lakosa. Kath. templomát a mult század végén építették. Kegyura a vallásalap. Postája, távirója és vasúti állomása van. Földesurai Motesiczky Pál báró és Sándor Zsigmond voltak. Jelenleg báró Weisz Pálnak van ott nagyobb birtoka. A község 1316-ban már fennállott. 1565-ben "Kamocsa" név alatt, mint a Huntpázmán nemzetségbeli Récsényiek birtoka szerepel.
Felső-Récsény, Alsó-Récsény mellett. Lakosainak száma 397, kik közül 54 német, a többi tót. Vallásuk r. kath. és kevés izr. Posta-, táviró- és vasúti állomása Alsó-Récsény. Földesurai a XVI. században a Récsényiek voltak és ő alattok "Kamocsa" néven szerepel. Későbbi földesurai a Motesiczkyek voltak; jelenleg pedig báró Weisz Pálnak van itt nagyobb birtoka."
A trianoni békeszerződésig mindkét település Nyitra vármegye Galgóci járásához tartozott.

## Népessége
| Év:            | 1994. | 2004.   | 2014.   | 2024.   |
| -------------- | ----- | ------- | ------- | ------- |
| Emberek száma: | 1909  | 1988    | 2054    | 2132    |
| Eltérés:       |       | +4,13 % | +3,31 % | +3,79 % |

| Év:            | 2023. | 2024.   |
| -------------- | ----- | ------- |
| Emberek száma: | 2121  | 2132    |
| Eltérés:       |       | +0,51 % |

1880-ban Alsórécsény 368 lakosából 319 szlovák, 22 német, 9 magyar és 1 más anyanyelvű, illetve 17 csecsemő. Felsőrécsény 381 lakosából 302 szlovák, 60 német, 2 magyar és 2 más anyanyelvű, illetve 15 csecsemő volt.
1890-ben Alsórécsény 481 lakosából 21 magyar és 421 szlovák anyanyelvű volt, Felsőrécsény 397 lakosából 1 magyar, 52 német és 344 szlovák anyanyelvű volt. Ebből Felsőrécsényben 339 római katolikus, 56 izraelita és 2 evangélikus vallású volt.
1900-ban Alsórécsény 564 lakosából 20 magyar és 508 szlovák anyanyelvű volt, Felsőrécsény 447 lakosából 25 német, 28 magyar és 394 szlovák anyanyelvű volt. Ebből Felsőrécsényben 422 római katolikus és 25 izraelita vallású volt.
1910-ben Alsórécsény 659 lakosából 579 szlovák, 68 magyar és 12 német; Felsőrécsény 565 lakosából 513 szlovák, 27 német és 24 magyar anyanyelvű volt.
1921-ben 1235 lakosából 11 zsidó, 10 magyar, 6 német, 1207 csehszlovák és 1 egyéb nemzetiségű volt. Ebből 1209 római katolikus, 15 izraelita, 9 evangélikus, 1 református és 1 egyéb felekezetű.
1930-ban 1329 lakosából 1310 csehszlovák, 1 német, 1 egyéb nemzetiségű és 17 állampolgárság nélküli volt.
1991-ben 1972 lakosából 1 magyar és 1967 szlovák volt.
2001-ben Récsény 1912 lakosából 1900 szlovák és 2 magyar volt.
2011-ben Récsény 2076 lakosából 2044 szlovák és 3 magyar volt.
2021-ben 2096 lakosából 1995 (+2) szlovák, 6 (+1) magyar, 1 cigány, 16 (+4) egyéb és 78 ismeretlen nemzetiségű volt.

## Nevezetességei

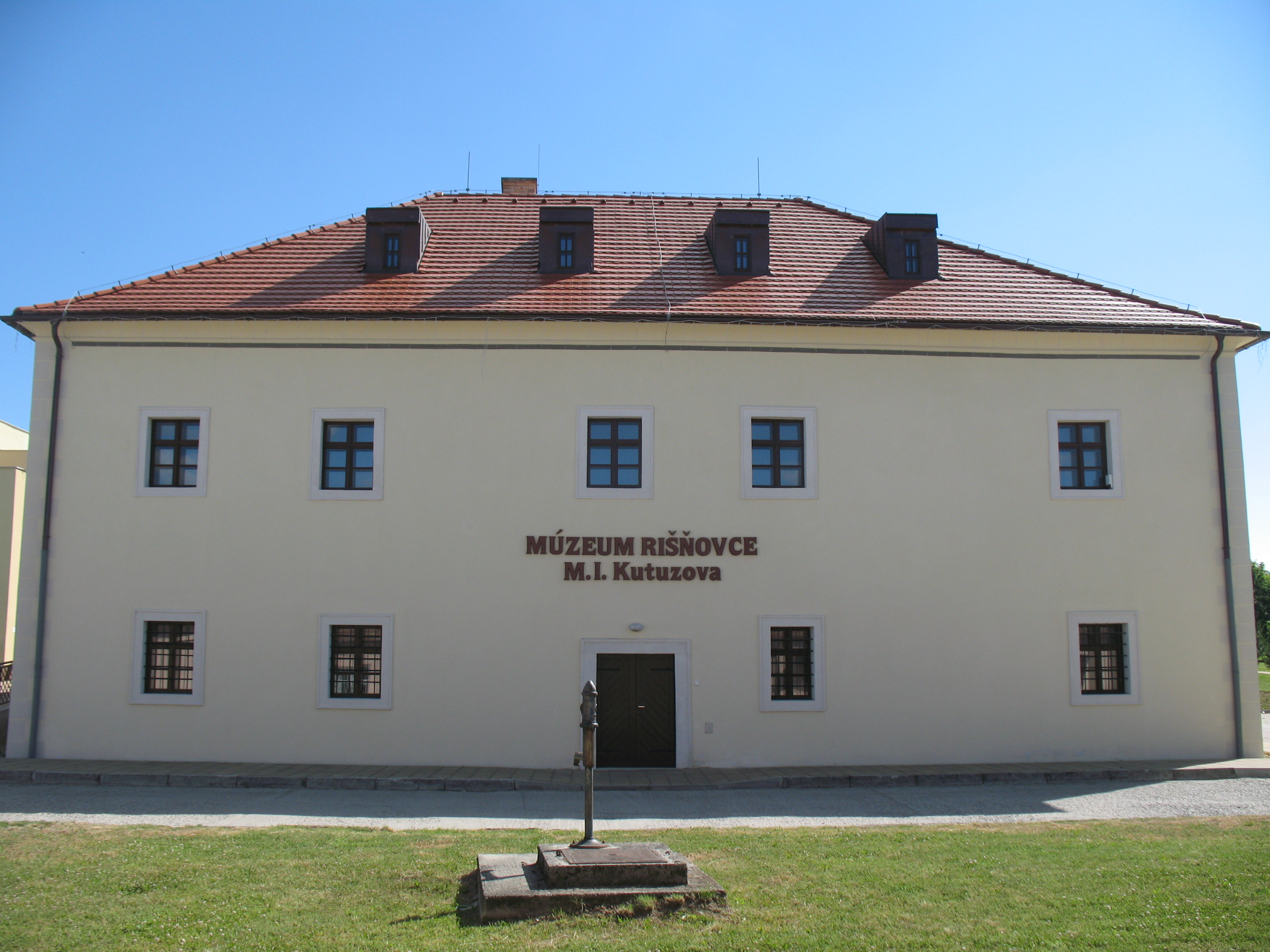
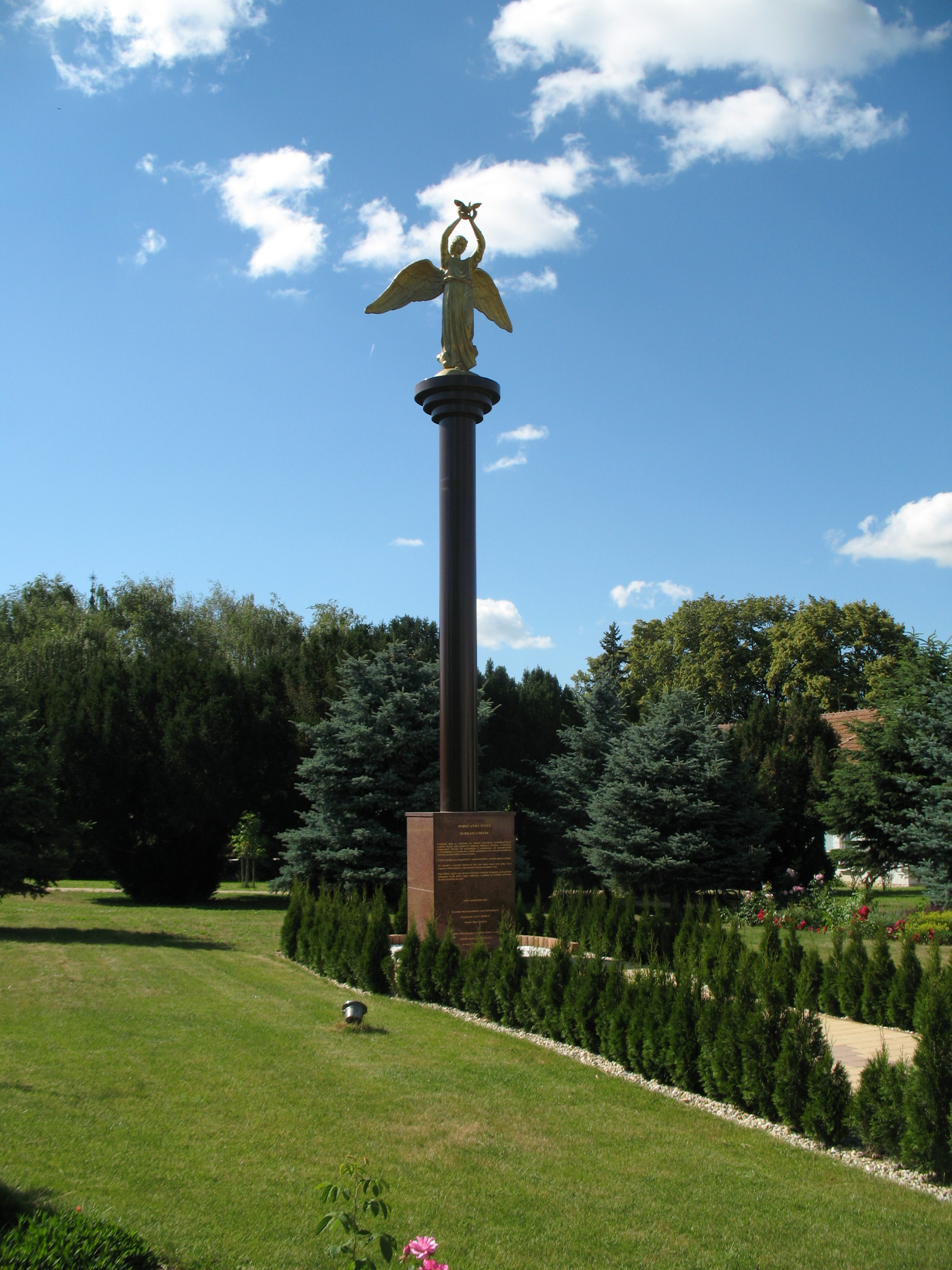
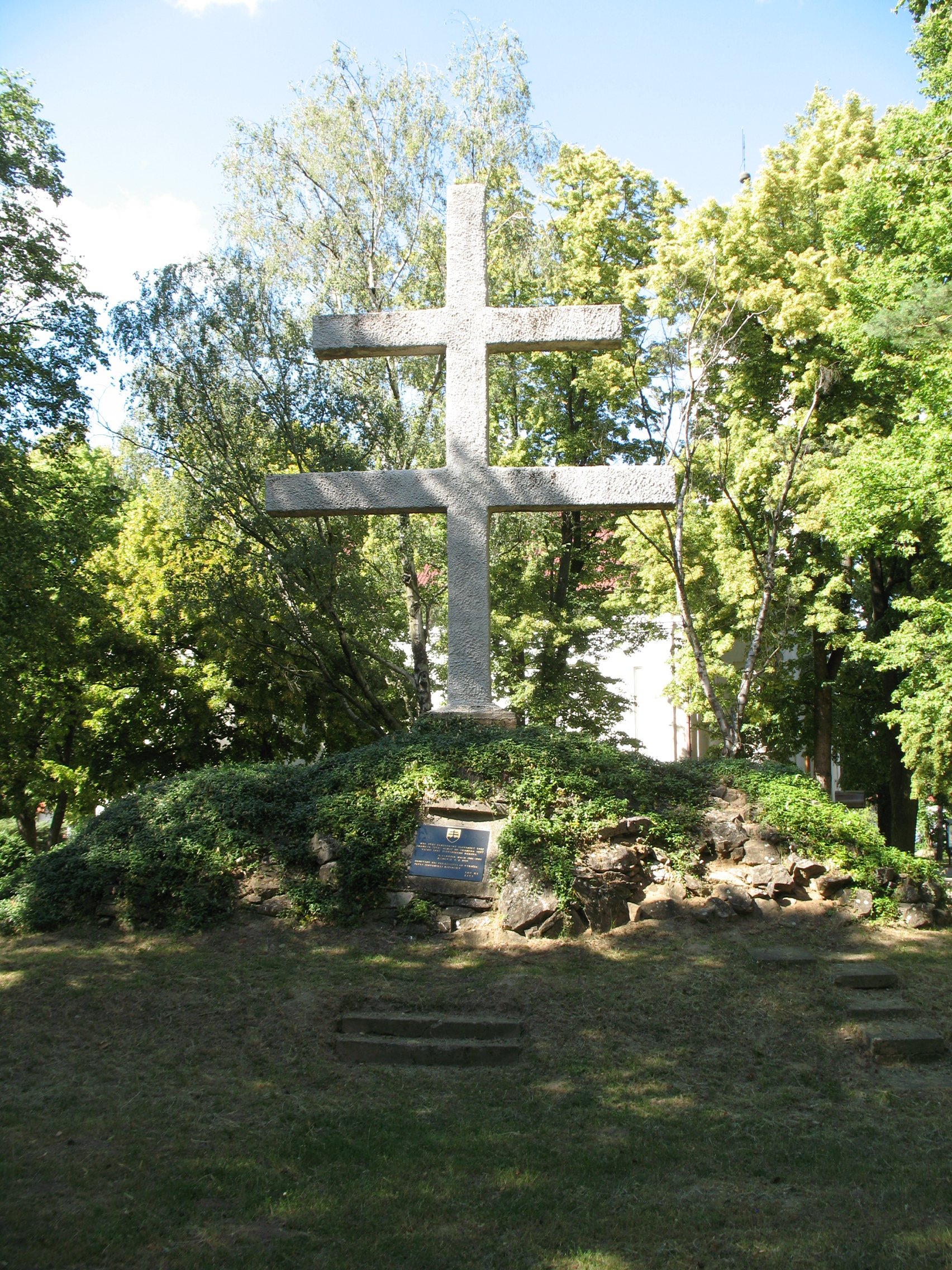
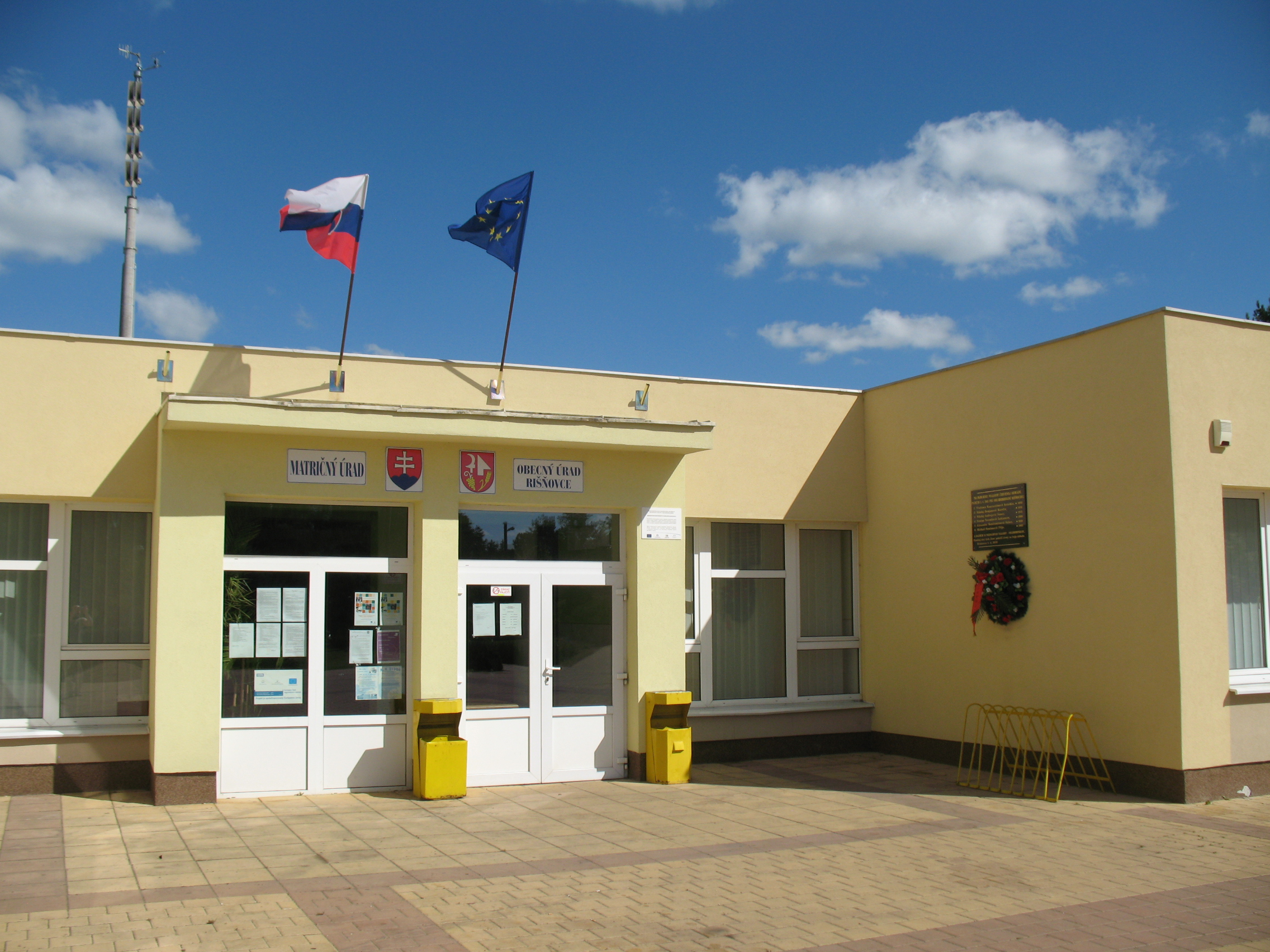
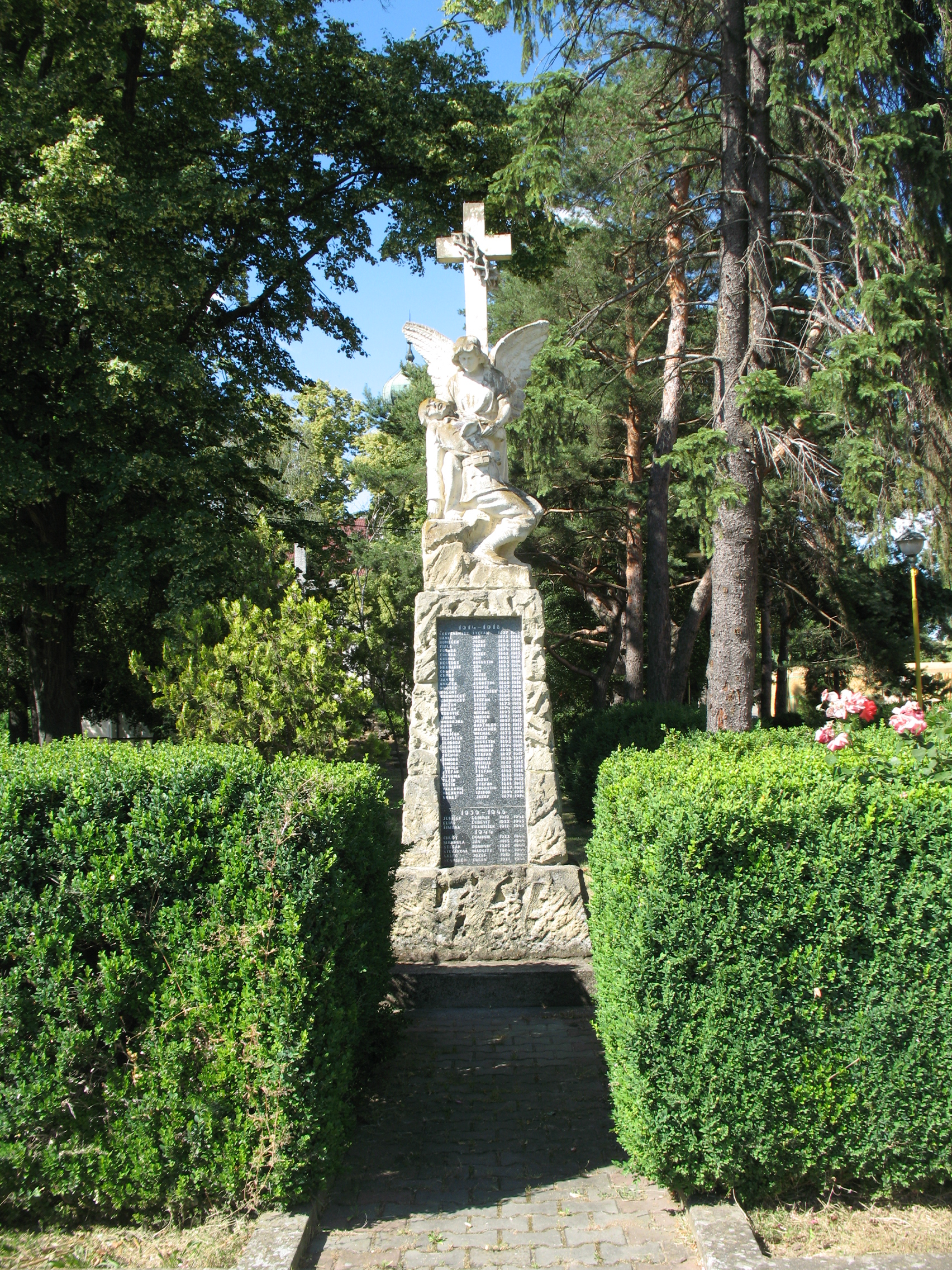
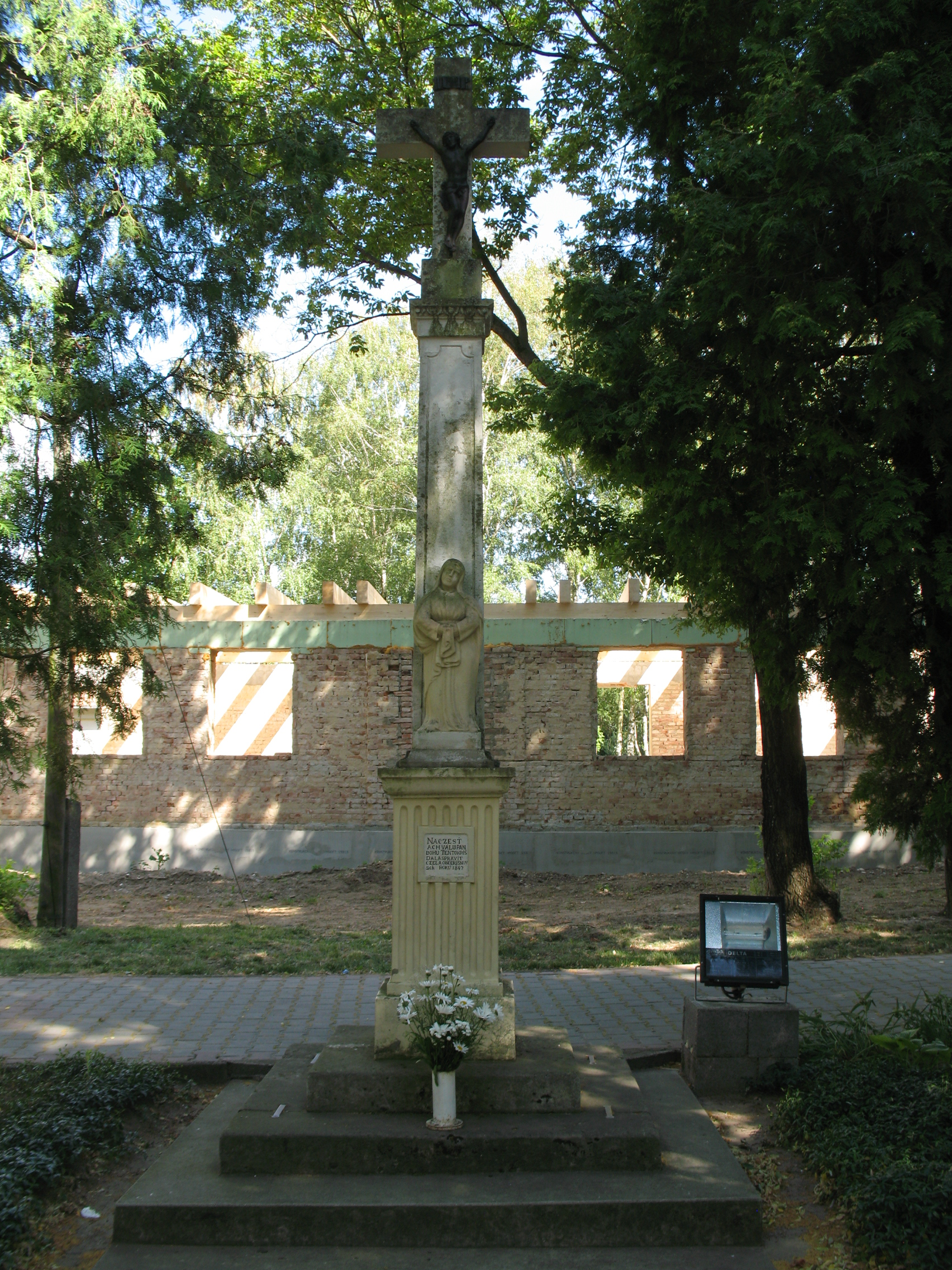
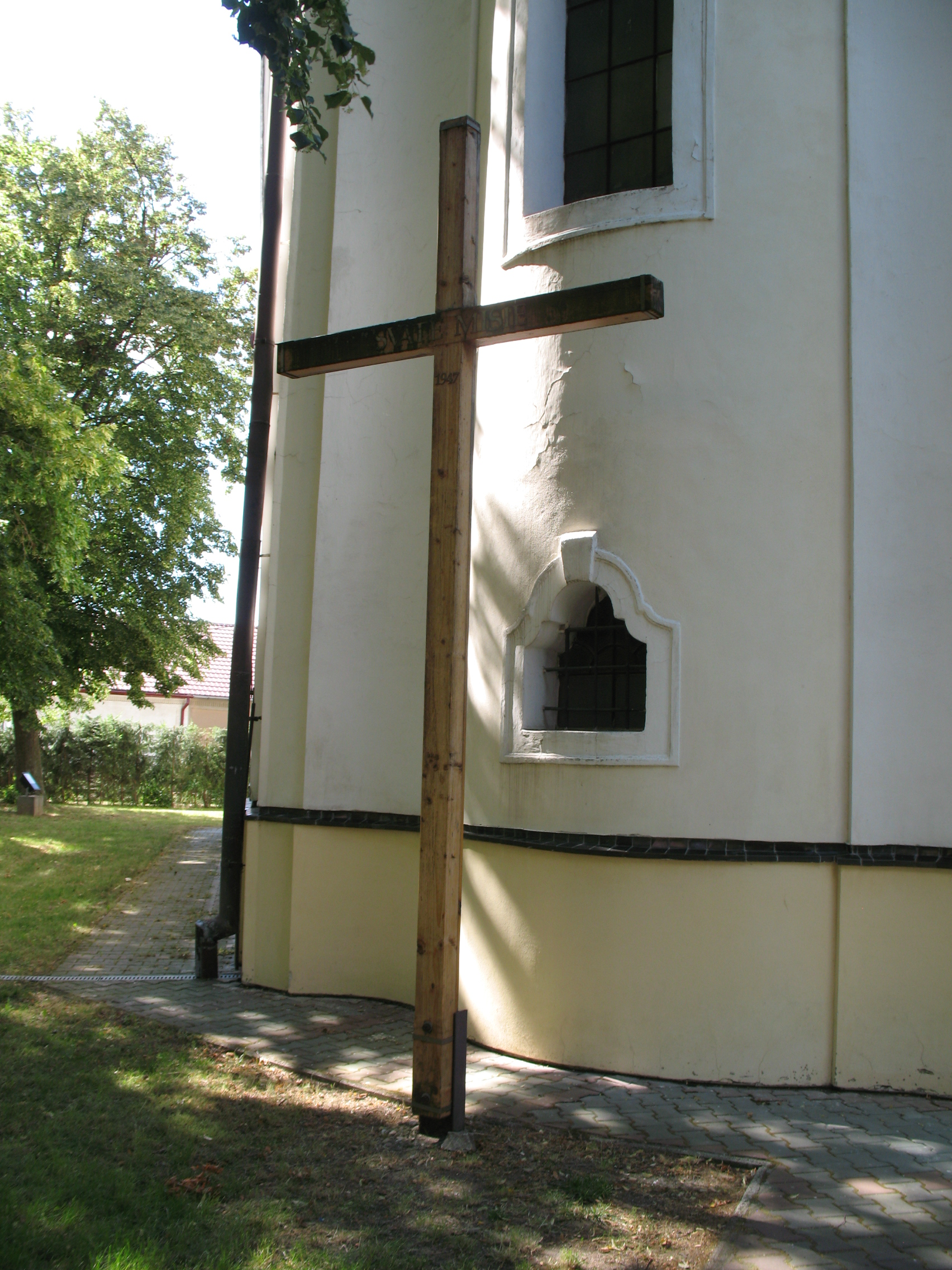
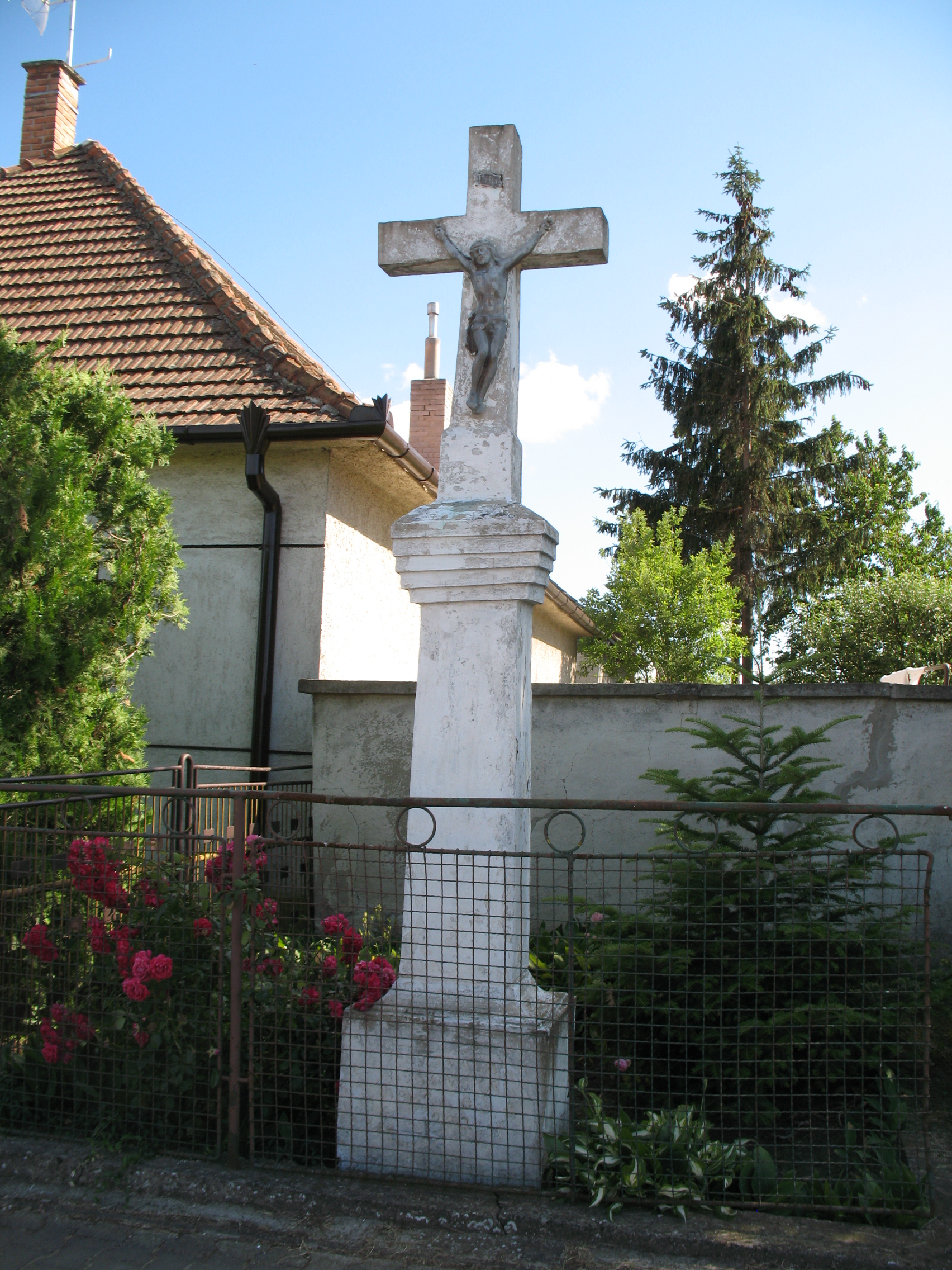

- Szent Miklós tiszteletére szentelt, római katolikus temploma a 14. század elején épült gótikus stílusban, 1332-ben már állt. 1775-ben későbarokk stílusban építették át és a Szentháromság tiszteletére szentelték fel.

## Külső hivatkozások
- Községinfó
- Récsény Szlovákia térképén
- Récsény története (szlovákul)
- E-obce.sk[halott link]